# Neumonía nosocomial
La neumonía nosocomial  o neumonía adquirida en el hospital (HAP) se refiere a cualquier neumonía contraída por un paciente en un hospital en al menos 48 a 72 horas después de su ingreso. Por tanto, se distingue de la neumonía adquirida en la comunidad. Por lo general, es causada por una infección bacteriana, más que por un virus.
La HAP es la segunda infección nosocomial más común (después de las infecciones del tracto urinario) y representa el 15-20% del total. Es la causa más común de muerte entre las infecciones nosocomiales y es la principal causa de muerte en las unidades de cuidados intensivos.
El HAP generalmente se prolonga en hospedor entre 1 y 2 semanas.

## Señales y síntomas
Señales en la radiografía de tórax con uno de los siguientes:
- Fiebre > 37.8 °C (100 °F)
- Broncorrea
- Leucocitosis > 10,000 células/μl. Lo anterior con predominio de neutrófilos.

En una persona mayor, el primer signo de neumonía adquirida en el hospital puede ser cambios mentales o confusión. Otros síntomas pueden incluir:
- Una tos con verdoso o esputo purulento.
- Fiebre y escalofríos.
- Ataque al estado general, inquietud o decaimiento.
- Hiporexia.
- Náuseas y vómito.
- Dolor de torácico que empeora con la tos o respiración profundas (dolor pleurítico).
- Disnea.
- Descenso en la presión sanguínea y taquicardia.[2]

## Tipos
- Neumonía bacteriana: La mayoría de los casos relacionados con varios organismos gramnegativos en forma de bastón (52%) y Staphylococcus aureus (19%), otros son Haemophilus spp. (5%). En la UCI los resultados fueron S. aureus (17,4%), Pseudomonas aeruginosa (17,4%), Klebsiella pneumoniae y Enterobacter spp (18,1%) y Haemophilus influenzae (4,9%).[3][1]
- Neumonía viral: influenza y virus respiratorio sincitial en el huésped inmunodeprimido, citomegalovirus, causan del 10 al 20% de las infecciones

### Neumonía asociada al ventilador
La neumonía asociada al ventilador (NAV) es un subtipo de neumonía adquirida en el hospital (NAH) que se presenta en personas que reciben ventilación mecánica. VAP no se caracteriza por los agentes causales; más bien, como su nombre lo indica, la definición de NAV se limita a los pacientes que se someten a ventilación mecánica mientras están en un hospital. Un cultivo positivo después de la intubación es indicativo de neumonía asociada al ventilador y se diagnostica como tal. Con el fin de categorizar adecuadamente el agente o mecanismo causante, generalmente se recomienda obtener un cultivo antes de iniciar la ventilación mecánica como referencia.

### Healthcare-Neumonía asociada (HCAP)
HCAP es una condición en pacientes quiénes pueden provenir de la comunidad, por tener contacto frecuente con el healthcare entorno. 
HCAP ya no se reconoce como una entidad clínicamente independiente. Esto se debe a la evidencia creciente de un número creciente de estudios de que muchos pacientes definidos como portadores de HCAP no tienen un alto riesgo de contraer patógenos MDR. Como resultado, las directrices de la IDSA de 2016 eliminaron la consideración de HCAP como una entidad clínica separada..

#### Definición
La neumonía asociada a la atención médica se puede definir como neumonía en un paciente con al menos uno de los siguientes factores de riesgo:
- Hospitalización en un hospital de cuidados agudos durante dos o más días en los últimos 90 días
- Residencia en un hogar de ancianos o centro de atención a largo plazo en los últimos 30 días
- Recibir terapia intravenosa ambulatoria (como antibióticos o quimioterapia) en los últimos 30 días recibir atención domiciliaria para heridas en los últimos 30 días.
- Acudir a una clínica hospitalaria o centro de diálisis en los últimos 30 días
- Tener un miembro de la familia con patógenos conocidos resistentes a múltiples fármacos
- Tener un miembro de la familia con patógenos conocidos resistentes a múltiples fármacos.[5]

#### Causas
En algunos estudios, las bacterias encontradas en pacientes con HCAP fueron más similares a HAP que a CAP; en comparación con CAP, podrían tener tasas más altas de Staphylococcus aureus (S. aureus) y Pseudomonas aeruginosa, y menos Streptococcus pneumoniae y Haemophilus influenzae. En estudios europeos y asiáticos, la etiología de la HCAP fue similar a la de la CAP, y las tasas de patógenos resistentes a múltiples fármacos como Staphylococcus aureus y Pseudomonas aeruginosa no fueron tan altas como las observadas en estudios norteamericanos. Es bien sabido que los residentes de hogares de ancianos tienen altas tasas de colonización por MRSA. Sin embargo, no todos los estudios han encontrado altas tasas de S. aureus y bacterias gramnegativas. Un factor responsable de estas diferencias es la dependencia de las muestras de esputo y el rigor de los criterios para discriminar entre bacterias colonizadoras o causantes de enfermedades. Además, es posible que las muestras de esputo se obtengan con menos frecuencia en los ancianos. Se cree que la aspiración (tanto de gotas microscópicas como de cantidades macroscópicas de secreciones de nariz y garganta) es la causa más importante de HCAP. La placa dental también podría ser un reservorio de bacterias en la HCAP. Las bacterias han sido los patógenos aislados con más frecuencia, aunque los patógenos virales y fúngicos se encuentran potencialmente en huéspedes inmunodeprimidos (pacientes que reciben medicamentos inmunodeprimidos crónicos, receptores de trasplantes de órganos sólidos y médula ósea). En general, la distribución de patógenos microbianos varía entre instituciones, en parte debido a las diferencias en la población de pacientes y los patrones locales de resistencia a los antimicrobianos en hospitales y unidades de cuidados intensivos. Los patógenos bacterianos comunes incluyen GNB aeróbicos, como Pseudomonas aeruginosa, Acinetobacter baumanii, Klebsiella pneumoniae, Escherichia coli y organismos grampositivos como Staphylococcus aureus. En pacientes con neumonía de inicio temprano (dentro de los 5 días posteriores a la hospitalización), generalmente se deben a bacterias sensibles a los antimicrobianos como Enterobacter spp, E. coli, Klebsiella spp, Proteus spp, escaneos de Serratia mare, patógenos comunitarios como Streptococcus pneumoniae , Haemophilus influenzae y S. aureus sensible a la meticilina también deben considerarse. La neumonía que comienza en el hospital tiende a ser más grave que otras infecciones pulmonares porque: las personas en el hospital suelen estar muy enfermas y no pueden combatir los gérmenes. Los tipos de gérmenes presentes en un hospital suelen ser más peligrosos y más resistentes al tratamiento que los que se encuentran fuera de la comunidad. La neumonía ocurre con más frecuencia en personas que usan un respirador. Esta máquina les ayuda a respirar. La neumonía adquirida en el hospital también puede ser transmitida por los trabajadores de la salud, quienes pueden transmitir los gérmenes de sus manos o ropa de una persona a otra. Por eso es tan importante lavarse las manos, aumentar el uso y utilizar otras medidas de seguridad en el hospital.

#### Tratamientos
Los pacientes con HCAP tienen más probabilidades que aquellos con neumonía extrahospitalaria de recibir antibióticos inapropiados que no se dirigen a las bacterias que causan su enfermedad.
En 2002, un panel de expertos hizo recomendaciones sobre la evaluación y el tratamiento de la probable neumonía adquirida en un hogar de ancianos. Definieron probablemente neumonía, enfatizaron el tratamiento rápido con antibióticos (que se sabe que mejora la supervivencia) y redactaron criterios para la hospitalización de pacientes dispuestos.
Para el tratamiento inicial en el hogar de ancianos, se ha sugerido un antibiótico fluoroquinolónico adecuado para infecciones respiratorias (moxifloxacina, por ejemplo) o amoxicilina con ácido clavulánico más un macrólido. En un entorno hospitalario, se pueden usar fluoroquinolonas inyectadas (parenterales) o una cefalosporina de segunda o tercera generación más un macrólido. Otros factores que deben tenerse en cuenta son la terapia con antibióticos reciente (debido a la posible resistencia causada por la exposición reciente), el estado de portador conocido o los factores de riesgo de organismos resistentes (por ejemplo, portador conocido de MRSA o presencia de bronquiectasias que predisponen a Pseudomonas aeruginosa) o sospecha de una posible infección por Legionella pneumophila (enfermedad del legionario).
En 2005, la American Thoracic Society y la Infectious Diseases Society of America publicaron pautas que sugieren antibióticos específicamente para HCAP. Las pautas recomiendan la terapia combinada con un agente de cada uno de los siguientes grupos para cubrir tanto Pseudomonas aeruginosa como MRSA. Esto se basa en estudios que utilizaron muestras de esputo y pacientes de cuidados intensivos, en quienes estas bacterias se encontraban comúnmente. Las directrices recomiendan terapia de combinación con un agente de cada de los grupos siguientes para cubrir para ambos Pseudomonas aeruginosa y MRSA. Esto está basado en los estudios que utilizan sputum muestras y pacientes de cuidado intensivo, en quien estas bacterias eran generalmente encontradas.

#### Pronósticos
La neumonía relacionada con la atención médica parece tener tasas de mortalidad similares a la neumonía adquirida en el hospital, peor que la neumonía adquirida en la comunidad pero menos grave que la neumonía en pacientes conectados a ventilados. Además de los marcadores clínicos como la taquipnea (respiración rápida) o un recuento alto de glóbulos blancos (leucocitosis), el pronóstico parece estar influenciado por las enfermedades asociadas subyacentes (morbilidades) y las capacidades funcionales (por ejemplo, la puntuación de las AVD). Muchos pacientes tienen un estado de salud disminuido después del episodio.

#### Epidemiología
Varios estudios encontraron que la neumonía asociada a la atención médica es el segundo tipo más común de neumonía, y ocurre con menos frecuencia que la neumonía adquirida en la comunidad, pero con más frecuencia que la neumonía adquirida en el hospital y la neumonía asociada al ventilador. En un estudio observacional reciente, las tasas de CAP, HCAP y HAP fueron 60%, 25% y 15% respectivamente. Los pacientes con HCAP son mayores y más comúnmente tienen problemas de salud simultáneos (como un accidente cerebrovascular previo, insuficiencia cardíaca y diabetes).
Se espera que el número de residentes en centros de atención a largo plazo aumente drásticamente durante los próximos 30 años. Se sabe que estos adultos mayores desarrollan neumonía 10 veces más que sus compañeros que viven en la comunidad, y las tasas de ingreso hospitalario son 30 veces más altas.

#### Neumonía adquirida en asilos de ancianos
La neumonía adquirida en hogares de ancianos es un subgrupo importante de HCAP. Los residentes de centros de cuidados a largo plazo pueden infectarse a través de sus contactos con el sistema de salud; como tal, los microbios responsables de sus neumonías pueden ser diferentes de los que se ven tradicionalmente en los pacientes que viven en la comunidad, lo que requiere una terapia con diferentes antibióticos. Otros grupos incluyen pacientes que ingresan como caso de día para hemodiálisis regular o infusión intravenosa (por ejemplo, quimioterapia). Especialmente en los pacientes muy ancianos y con demencia, es probable que la HCAP se presente con síntomas atípicos.

## Factores de riesgo
Entre los factores que contribuyen a contraer HAP se encuentran la ventilación mecánica (neumonía asociada al ventilador), la vejez, la disminución de la filtración del aire inspirado, enfermedades respiratorias intrínsecas, neurológicas u otras enfermedades que provocan obstrucción del tracto respiratorio, traumatismo, cirugía (abdominal), medicamentos, la disminución de los volúmenes pulmonares o la disminución del aclaramiento de las secreciones pueden disminuir las defensas del pulmón. Además, el lavado de manos deficiente y la desinfección inadecuada de los dispositivos respiratorios provocan infecciones cruzadas y son factores importantes.

## Patogénesis
La mayoría de las infecciones respiratorias nosocomiales son causadas por la denominada microaspiración de secreciones de las vías respiratorias superiores, a través de una aspiración no aparente, hacia el tracto respiratorio inferior. Además, se sabe que las "macroaspiraciones" de material esofágico o gástrico dan como resultado HAP. Dado que es el resultado de la aspiración, cualquier tipo se denomina neumonía por aspiración.
Aunque los bacilos gramnegativos son una causa común, rara vez se encuentran en el tracto respiratorio de personas sin neumonía, lo que ha llevado a especular sobre la boca y la garganta como origen de la infección.

## Diagnóstico
En pacientes hospitalizados que desarrollen síntomas respiratorios y fiebre, se debe considerar el diagnóstico. La probabilidad aumenta cuando, tras la investigación, se encuentran síntomas de insuficiencia respiratoria, secreciones purulentas, infiltrado recién desarrollado en la radiografía de tórax y aumento del recuento de leucocitos. Si se sospecha neumonía, el material procedente de esputo o aspirados traqueales se envía al departamento de microbiología para cultivos. En caso de derrame pleural, se realiza una toracocentesis para examinar el líquido pleural. En la sospecha de neumonía asociada al ventilador, se ha sugerido que la broncoscopia (BAL) es necesaria debido a los riesgos conocidos que rodean los diagnósticos clínicos.

## Tratamiento
Por lo general, la terapia inicial es empírica. Si hay razón suficiente para sospechar influenza, se podría considerar el oseltamivir. En caso de legionelosis, eritromicina o fluoroquinolona. Una cefalosporina de tercera generación (ceftazidima) + carbapenémicos (imipenem) + inhibidores de betalactámicos y beta lactamasas (piperacilina / tazobactam).

## Lectura adicional
- «What is healthcare-associated pneumonia and how is it managed?». Curr. Opin. Infect. Dis. 21 (2): 168-173. 2008. PMID 18317041. doi:10.1097/QCO.0b013e3282f4f248.
- Morrow L. Decisiones críticas para el Tratamiento de Salud-cuidado-Neumonía Asociada en la UVI.
- Korang, Steven Kwasi; Nava, Chiara; Mohana, Sutharshini Punniyamoorthy; Nygaard, Ulrikka; Jakobsen, Janus C (2 de noviembre de 2021). «Antibiotics for hospital-acquired pneumonia in neonates and children».  En Cochrane Acute Respiratory Infections Group, ed. Cochrane Database of Systematic Reviews (en inglés) 2021 (11). doi:10.1002/14651858.CD013864.pub2. Consultado el 24 de noviembre de 2022.